# Bannes (Mayenne)
Pour les articles homonymes, voir Bannes.
Bannes est une commune française, située dans le département de la Mayenne en région Pays de la Loire, peuplée de 119 habitants.
La commune fait partie de la province historique du Maine, et se situe dans le Bas-Maine. 

## Géographie
Bannes est un petit village à proximité de la forêt de Charnie, à 80 m d'altitude, à 10 km de Brûlon, à 15 km de Sainte-Suzanne, à 17 km de Sablé-sur-Sarthe, à 18 km de Meslay-du-Maine et à 37 km de Laval. Son territoire s'allonge, du nord-est au sud-ouest, sur une longueur de 6 km pour une largeur moyenne de 1 200 m. Il est arrosé par un affluent du Treulon, le ruisseau de la Forêt.

### Communes limitrophes
| Thorigné-en-Charnie | Thorigné-en-Charnie | Saint-Denis-d'Orques (72) (sur quelques mètres), Viré-en-Champagne (72) |
| Saulges             | Bannes              | Cossé-en-Champagne                                                      |
| Saulges             | Cossé-en-Champagne  | Cossé-en-Champagne                                                      |

### Climat
Pour des articles plus généraux, voir Climat des Pays de la Loire et Climat de la Mayenne.
En 2010, le climat de la commune est de type climat océanique dégradé des plaines du Centre et du Nord, selon une étude du CNRS s'appuyant sur une série de données couvrant la période 1971-2000. En 2020, Météo-France publie une typologie des climats de la France métropolitaine dans laquelle la commune est exposée à un climat océanique et est dans la région climatique  Moyenne vallée de la Loire, caractérisée par une bonne insolation (1 850 h/an) et un été peu pluvieux. 
Pour la période 1971-2000, la température annuelle moyenne est de 11,3 °C, avec une amplitude thermique annuelle de 14 °C. Le cumul annuel moyen de précipitations est de 743 mm, avec 12,1 jours de précipitations en janvier et 6,8 jours en juillet. Pour la période 1991-2020, la température moyenne annuelle observée sur la station météorologique de Météo-France la plus proche, sur la commune de Saint-Loup-du-Dorat à 11 km à vol d'oiseau, est de 12,2 °C et le cumul annuel moyen de précipitations est de 760,0 mm,. Pour l'avenir, les paramètres climatiques de la commune estimés pour 2050 selon différents scénarios d'émission de gaz à effet de serre sont consultables sur un site dédié publié par Météo-France en novembre 2022.

## Urbanisme

### Typologie
Au 1er janvier 2024, Bannes est catégorisée commune rurale à habitat dispersé, selon la nouvelle grille communale de densité à sept niveaux définie par l'Insee en 2022.
Elle est située hors unité urbaine. Par ailleurs la commune fait partie de l'aire d'attraction de Sablé-sur-Sarthe, dont elle est une commune de la couronne,. Cette aire, qui regroupe 39 communes, est catégorisée dans les aires de moins de 50 000 habitants,.

### Occupation des sols
L'occupation des sols de la commune, telle qu'elle ressort de la base de données européenne d’occupation biophysique des sols Corine Land Cover (CLC), est marquée par l'importance des territoires agricoles (100 % en 2018), une proportion identique à celle de 1990 (100 %). La répartition détaillée en 2018 est la suivante : 
terres arables (59,4 %), prairies (37,1 %), zones agricoles hétérogènes (3,5 %). L'évolution de l’occupation des sols de la commune et de ses infrastructures peut être observée sur les différentes représentations cartographiques du territoire : la carte de Cassini (XVIIIe siècle), la carte d'état-major (1820-1866) et les cartes ou photos aériennes de l'IGN pour la période actuelle (1950 à aujourd'hui).

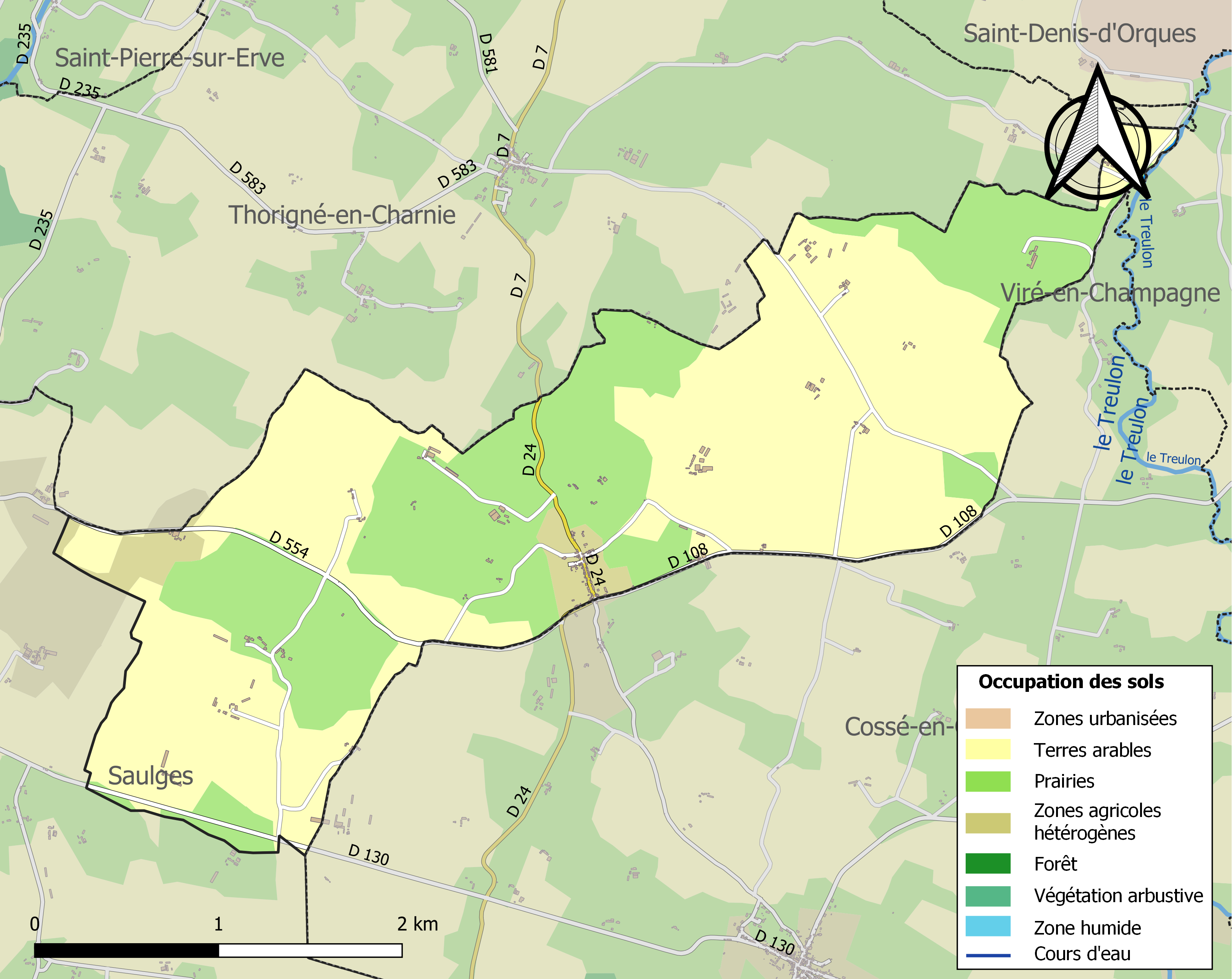
Carte des infrastructures et de l'occupation des sols de la commune en 2018 (CLC).

## Toponymie
Le nom de la localité est attesté sous les formes Bonalla en 838 et Bana vers 1190. Albert Dauzat y décèle pour origine un préfixe gaulois et pré-gaulois *ban-, « pointe », tandis qu'Ernest Nègre envisage un ancien français *banne, « corne », souvent utilisé en toponymie pour désigner un sommet escarpé, qui a dû désigner les hauteurs voisines.
Le gentilé est Bannéen.

## Histoire

### Moyen Âge
La seigneurie paroissiale était annexée à la Cour de Bannes qui possédait encore en 1754 près du bourg, « maison de colon, motte, douves autour de cette motte, et un étang ». Elle relevait de Thorigné-en-Charnie et un certain Hamelinius de Bene, qui a pu être seigneur ou originaire des lieux, donnait en Noyen, en 1090, quelques dîmes, selon un acte qui fut signé à Sainte-Suzanne.
Au XVe siècle, avec l'autorisation de Jean de Champagne, Marie de Champagne, veuve de Séguin L'Enfant, permit aux Chartreux de racheter « deux fois et hommages » qu'ils devaient pour sa terre de Bannes. Puis la seigneurie paroissiale devint la propriété du seigneur de Ballée, Robert Le Vayer, en 1488 et par acquisition, elle passa aux mains de la famille de Bouillé. En 1621,Louis de Guerpel, chevalier et seigneur du Mesnil-Montchamel, perdit son épouse, Marie de Saint-Rémi. Il devait laisser plusieurs filles et des dettes que les tuteurs de ses enfants purent amortir en vendant les « terres de Bannes et de la Ragotière », « avec une retenue jusqu'à ce qu'il se trouve un parti de condition pour marier la fille aînée du défunt ».
En 1697, il se trouvait partagé entre onze métairies et trente-sept bordages ; « les trois-quarts du sol étaient en terres labourables, le reste en bois de haute futaie, en taillis et landes ». Au XVIIIe siècle, Le Paige signale la culture « du froment, du méteil et de l'avoine ». De nos jours, la commune est environnée de verts pâturages. Ses agriculteurs produisent des céréales et des cultures fourragères et élèvent des bovins et des porcins.

### Révolution française
Le 23 floréal an XI, les habitants de Bannes apprirent que leur paroisse allait être supprimée. Comme ils redoutaient leur annexion à une autre commune, ils s'adressèrent directement au préfet et finalement, l'annexion envisagée resta dans les tiroirs.

### XIXesiècle
Le 15 janvier 1871, les troupes du général Curten (1825-1883) (28e division, XVIe corps) livrèrent à Bannes un combat d’arrière-garde à une colonne allemande venue de Brûlon.

## Politique et administration
| Période   | Période  | Identité         | Étiquette | Qualité     |
| --------- | -------- | ---------------- | --------- | ----------- |
|           |          | Céleste Simon    |           |             |
| juin 1995 | mai 2020 | Christian Lavoué | SE        | Agriculteur |
| mai 2020  | En cours | Jérôme Gasnier   | SE        | Agriculteur |

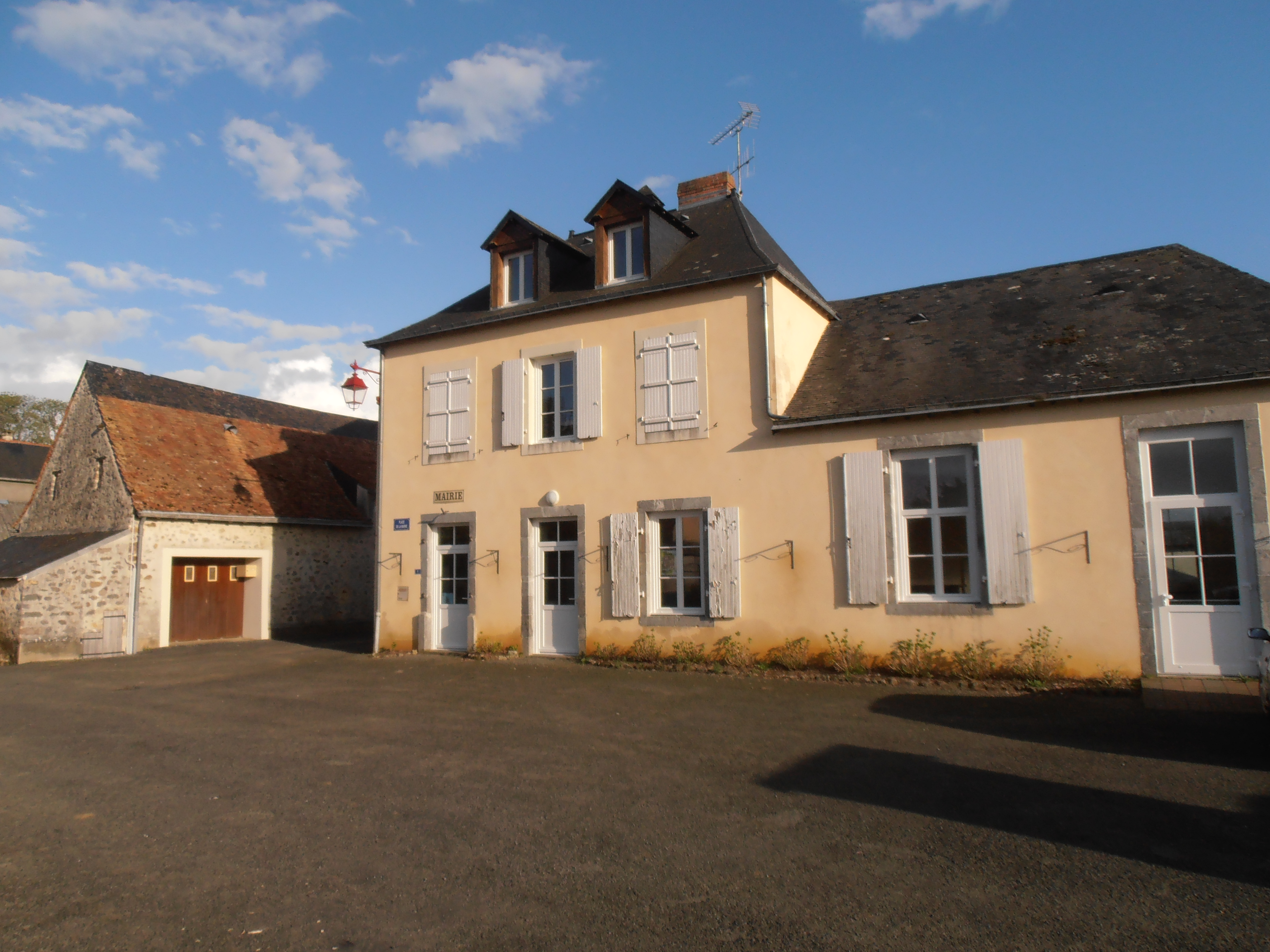
La mairie.

Le conseil municipal est composé de onze membres dont le maire et deux adjoints.

## Démographie
L'évolution du nombre d'habitants est connue à travers les recensements de la population effectués dans la commune depuis 1793. Pour les communes de moins de 10 000 habitants, une enquête de recensement portant sur toute la population est réalisée tous les cinq ans, les populations de référence des années intermédiaires étant quant à elles estimées par interpolation ou extrapolation. Pour la commune, le premier recensement exhaustif entrant dans le cadre du nouveau dispositif a été réalisé en 2008.
En 2022, la commune comptait 119 habitants, en évolution de −3,25 % par rapport à 2016 (Mayenne : −0,73 %, France hors Mayotte : +2,11 %).
Bannes a compté jusqu'à 416 habitants en 1841.
| 1793 | 1800 | 1806 | 1821 | 1831 | 1836 | 1841 | 1846 | 1851 |
| ---- | ---- | ---- | ---- | ---- | ---- | ---- | ---- | ---- |
| 285  | 256  | 283  | 296  | 401  | 407  | 416  | 391  | 370  |

| 1856 | 1861 | 1866 | 1872 | 1876 | 1881 | 1886 | 1891 | 1896 |
| ---- | ---- | ---- | ---- | ---- | ---- | ---- | ---- | ---- |
| 321  | 304  | 305  | 292  | 292  | 267  | 265  | 263  | 244  |

| 1901 | 1906 | 1911 | 1921 | 1926 | 1931 | 1936 | 1946 | 1954 |
| ---- | ---- | ---- | ---- | ---- | ---- | ---- | ---- | ---- |
| 224  | 237  | 236  | 223  | 198  | 177  | 197  | 195  | 213  |

| 1962 | 1968 | 1975 | 1982 | 1990 | 1999 | 2006 | 2008 | 2013 |
| ---- | ---- | ---- | ---- | ---- | ---- | ---- | ---- | ---- |
| 205  | 185  | 164  | 142  | 131  | 118  | 134  | 138  | 128  |

| 2018 | 2022 | - | - | - | - | - | - | - |
| ---- | ---- | - | - | - | - | - | - | - |
| 118  | 119  | - | - | - | - | - | - | - |

## Culture locale et patrimoine

### Lieux et monuments
- L'église Saint-Jean-Baptiste est inscrite au titre des monuments historiques depuis le 8 mai 1958[23].
- La chapelle de la Piquelière, au nord-est du bourg, est du XVIIIe siècle.

## Sources
- Altitudes, coordonnées, superficie : répertoire géographique des communes 2013 (site de l'IGN, téléchargement du 19 mars 2014)